# Gabriele Dambrone
Gabriele Dambrone ist ein deutsches Filmmelodram von 1943 unter der Regie von Hans Steinhoff. In den Hauptrollen spielen Gusti Huber, Siegfried Breuer, Christl Mardayn und Ewald Balser.
Die Vorlage zum Drehbuch beruht auf dem gleichnamigen Schauspiel von Richard Billinger, das 1939 unter der Regie von Jürgen Fehling am Preußischen Staatstheater in Berlin uraufgeführt wurde. 1941 lief es am Wiener Burgtheater. Wie im Film spielte Gusti Huber auch dort die Titelrolle.

## Handlung
Als die theaterbegeisterte Näherin Gabi Berghofer an ihren Arbeitsplatz im Modesalon Yvonne zurückkehrt, macht es schnell die Runde, dass sie von dem Gastwirt Franz Lauch kurz vor der Hochzeit wegen einer anderen Frau verlassen worden ist. Obwohl dieser erste Arbeitstag für Gabi ein Spießrutenlauf ist, endet er versöhnlich, da sie dem Baron Stefan von Hamsa begegnet. Der Baron ist zusammen mit seiner Verlobten Clementine im Modesalon zu Gast, um ein Brautkleid auszusuchen. Als er Gabi sieht, ist er von ihrer Erscheinung sofort fasziniert. Mit der Zustimmung seiner Braut bringt er Gabi dazu, ihm, dem begeisterten Hobbymaler, Modell als Iphigenie zu stehen. Im Atelier des Barons macht Gabi die Bekanntschaft des Malers Paul Madina. Beide fühlen sich sofort zueinander hingezogen.
Gabi und Paul begegnen sich erneut während einer Vorstellung im Burgtheater, in der Madinas Freund Georg Hollberg die Rolle des Egmont spielt. Paul macht sich bei Georg stark für die junge Frau, die so liebend gern auf der Bühne stehen würde. Er bittet ihn, Gabis Talent zu prüfen und wie ernst es ihr wirklich mit der Schauspielerei ist. Vorerst fahren Paul und Gabi jedoch in ein kleines Bergdorf und leben ihre Liebe, ohne dabei an morgen zu denken. Paul, der verheiratet ist, bekommt nach einer Weile Besuch vom Rechtsanwalt seiner Frau und begibt sich heim, um sie um die Scheidung zu bitten. Wieder im Schoß seiner Familie gestaltet sich jedoch alles sehr viel schwieriger, als aus der Ferne gedacht. Erika Madina verhält sich klug und hat zwei starke Trümpfe: ihre beiden gemeinsamen Kinder. Am Ende entscheidet sich Paul gegen Gabi und für seine Familie.
Gabi lässt sich nach außen hin zwar kaum etwas anmerken, ist aber zutiefst verletzt und verzweifelt. So sucht sie in einer Winternacht einen Ort auf, der ihrem Inneren entspricht – den örtlichen Friedhof. Dort stößt sie auf das Grab von Gabriele Dambrone, der man eine große Zukunft als Künstlerin vorhergesagt hatte. Da sie ihre Liebe nicht leben konnte, wählte sie den Freitod. Gabi denkt lange nach und kommt dann zu dem Entschluss, für das zu kämpfen, was ihr wirklich wichtig ist: die Bühne – dort will sie unter dem Namen Gabriele Dambrone auftreten. Am Theater in Graz beginnt sie mit kleinen Rollen, die nach und nach immer größer werden, bis hin zu Hauptrollen. In einer dieser Rollen wird sie von Georg Hollberg gesehen, der sie daraufhin ans Burgtheater holt. Dort sieht sie nach einer Vorstellung auch Paul Madina wieder, der dort zusammen mit seiner Frau weilt. Mit sich im Reinen, ist Gabi sich sicher, dass das große Glück einer Liebe, aber auch das bittere Leid ihr dazu verholfen habe, eine wirkliche Schauspielerin zu werden.

## Produktionsnotizen
Die Dreharbeiten fanden in Wien und in Tirol im heutigen Österreich statt und begannen mit den Außenaufnahmen am 21. November 1942. Ab Dezemberbeginn wurden die Atelieraufnahmen in der UFA-Stadt Babelsberg hergestellt. Von Mitte Februar bis Ende April 1943 folgten weitere Außenaufnahmen im Wiener Burgtheater und in Tirol. Produktionsfirma war die Terra Filmkunst GmbH (Berlin), in deren Auftrag Günther Regenberg die Produktionsleitung übernahm. Bei einer Länge von 2.818 m dauert der Film 101 Minuten. Der Ton stammt von Walter Rühland, für die Bauten waren Willi Eplinius und Herbert Nitzschke verantwortlich. Der Film wurde am 19. August 1943 einer Prüfung unterzogen. Uraufgeführt wurde er trotz Rohstoffmangels inmitten des Krieges mit 200 Kopien am 11. November 1943 in der Scala in Wien, am 10. Dezember 1943 lief Gabriele Dambrone in Berlins Marmorhaus an. Gezeigt wurde der Film auch in Dänemark, Frankreich, Portugal und Griechenland.
Vorlagenautor Billinger bekam für die auf sieben Jahre gewährten Verfilmungsrechte die Summe von 23.000 RM zugestanden.
Die Produktionskosten beliefen sich auf 1.627.000 RM. Damit galt Gabriele Dambrone als vergleichsweise teurer Film. Innerhalb nur eines halben Jahres, bis Mai 1944, spielte er jedoch 3.483.000 RM ein. In der Spielzeit vom 1. Juni 1943 bis zum 31. Januar 1944 spielten nur die Filme Immensee und Das Bad auf der Tenne noch mehr Geld ein.
Die einstige Stummfilmschauspielerin Agnes Gräfin Esterhazy, die sich seit Beginn des Tonfilmzeitalters 1929/30 komplett von der Leinwand zurückgezogen hatte, trat hier mit einer winzigen Rolle letztmals vor die Kamera. Für Edelweiß Malchin bedeutete die Rolle des Lehrmädchens Pauline ihr Filmdebüt.

## Kritik
Das Lexikon des internationalen Films befand: „Kompetent gespieltes und fotografiertes Rührstück nach einem Theaterstück des NS-Autors Richard Billinger.“
Karlheinz Wendtland schrieb zur Leistung von Gusti Huber: „Es ist Gusti Hubers erste dramatische Rolle, der sie mit prachtvoller Lebendigkeit gerecht wird. Ihre Wandlung von der kleinen Näherin zur großen Schauspielerin mitzuerleben, ist ein Genuß! Unvergeßlich die Szene, in der der Intendant ihr Talent mit Hilfe des Alphabets prüft.“ Wendtland bescheinigte Siegfried Breuer in der Rolle des Malers Paul Medina, dass er „eine Charakterstudie“ abliefere. Zu Ewald Balsers Leistung als großer Mime Georg Hollberg bemerkte Wendtland: „trefflich“. Abschließend urteilte er: „So sitzt jede Rolle. Ein Film voll von hervorragender Darstellungskunst. Von Frauenfeindlichkeit keine Spur!“